# Bletchley (Shropshire)
Bletchley – wieś w Anglii, w hrabstwie Shropshire. Leży 25 km na północny wschód od miasta Shrewsbury i 227 km na północny zachód od Londynu.